# Jonathan Tisdall
Jonathan D. Tisdall (ur. 26 sierpnia 1958 w Buffalo) – norweski szachista i dziennikarz, arcymistrz od 1995 roku. Z pochodzenia jest Amerykaninem (w 1985 przyjął obywatelstwo norweskie).

## Kariera szachowa
Od tego roku do końca lat 90. należał do ścisłej czołówki szachistów tego kraju. Trzykrotnie (1987, 1991, 1995) zdobył tytuł mistrza Norwegii, czterokrotnie (1988, 1992, 1994, 1996) wystąpił w narodowej drużynie na szachowych olimpiadach oraz dwukrotnie (1989, 1992) w drużynowych mistrzostwach Europy. W roku 1995 otrzymał, jako drugi w historii (po Simenie Agdesteine) zawodnik norweski, tytuł arcymistrza.
Odniósł wiele sukcesów w międzynarodowych turniejach, m.in. wielokrotnie zwyciężył bądź podzielił I m. w Gausdal (1984, 1985, 1986, 1989) i Oslo (1985, 1986, 1988). Poza tym w roku 1993 podzielił I m. w Skei (wspólnie z Bjarke Kristensenem i Ferdinandem Hellersem), w 1996 triumfował (wraz z Simenem Agdesteinem i Predragiem Nikoliciem) w otwartym turnieju Reykjavík Open w Reykjaviku, natomiast w 1998 zajął I m. w kolejnym openie rozegranym w Tancie.
Najwyższy ranking w karierze osiągnął 1 lipca 1996, z wynikiem 2515 punktów zajmował wówczas 3. miejsce (za Simenem Agdesteinem i Einarem Gauselem) wśród norweskich szachistów.
Jest redaktorem w norweskim dzienniku Aftenposten. Współpracował również z Reutersem oraz gazetami The Spectator, The Economist i Scanorama.

## Wybrane publikacje
- Improve Your Chess Now, 1997, Everyman Publishers, ISBN 1-85744-156-7
- Cinco Coroas, 2004, Nobel, ISBN 85-7393-310-0 (wraz z Yasserem Seirawanem)